# A Raymond
Das A Raymond Netzwerk ist ein internationales Unternehmensnetzwerk der Automobil-Zulieferindustrie im Geschäftsfeld Befestigungstechnik. Beliefert werden alle internationalen Automobil-Hersteller.

## Unternehmensstruktur
Hauptsitz der A Raymond SCS, Mutterfirma des bis heute im Familienbesitz befindlichen Netzwerks, ist Grenoble (Frankreich), ihre Rechtsform die „Société en commandite simple“ (SCS, Kommanditgesellschaft). CEO des A Raymond Netzwerks ist Antoine Raymond aus der fünften Generation der Familie.
Das Netzwerk beschäftigt heute weltweit in 27 Produktionsstätten  etwa 7.200 Mitarbeiter ist auf ihrem Geschäftsfeld Marktführer in Europa und weltweit die Nummer zwei. Jährlich werden etwa sechs Milliarden Teile hergestellt und von 11 Entwicklungsbüros Neuheiten entwickelt, von denen jedes Jahr 700 als neue Produkte auf den Markt gelangen. A Raymond hält derzeit über 1.600 Patente.
Die deutschen Tochtergesellschaften sind die A. Raymond GmbH & Co. KG mit Sitz in Lörrach und Produktionsstandort in Weil am Rhein sowie die ARaymond Fluid Connection Germany GmbH mit Sitz in Eschbach im Gewerbepark Breisgau. Die A Raymond GmbH & Co. KG wird durch CEO Jürgen Trefzer geführt, die ARaymond Fluid Connection Germany GmbH wird von Jan Kleefeld vertreten. An den drei deutschen ARaymond Standorten Lörrach, Weil am Rhein und Eschbach-Bremgarten sind ca. 1.700 Personen beschäftigt. Der Jahresumsatz der A. Raymond GmbH & Co. KG liegt bei etwa 250 Millionen Euro, der der ARaymond Fluid Connection Germany GmbH bei etwa 60 Millionen Euro.
ARaymond liefert zu 95 % an die Automobilindustrie, hauptsächlich Befestigungslösungen für die Innen- und Außenverkleidungen, im Antriebssystem, im Wärmemanagement, im Fluidhandling usw. Für ein einziges Automodell werden teilweise bis zu 1.000 Schnellbefestiger in unterschiedlichsten Formen eingesetzt. Bei Automobilen aus deutscher Produktion stammt ungefähr die Hälfte der verwendeten Schnellbefestiger von den A Raymond Produktionsstätten in Lörrach, in Weil am Rhein und Eschbach-Bremgarten. Der Standort Lörrach ist Mitglied im Wirtschaftsverband Industrieller Unternehmen Baden.

## Geschichte
Im Jahr 1865 gründete Albert-Pierre Raymond eine Fabrik zur Herstellung von Befestigungselementen für die Schuh-, Handschuh- und Lederwarenindustrie. 1886 erfand und patentierte Raymond den ersten Kronenfeder-Druckknopf, eine Verbesserung des 1885 von Heribert Bauer aus Pforzheim erfundenen und patentierten ersten Druckknopfes. Für diese Erfindung erhielt Raymond bereits 1900 auf der Weltausstellung in Paris eine Goldmedaille.
1898 wurde ein deutsches Zweigunternehmen in Lörrach gegründet. In den ersten Jahrzehnten des 20. Jahrhunderts wurden die Geschäftsfelder auf die Zulieferung von Befestigungselementen für die Automobilindustrie ausgedehnt. 1936 wurden erstmals gehärtete Stahlclipse zur schnellen Befestigung von Auto-Türfüllungen hergestellt. 1955 erfolgte der Einstieg in die Produktion von Spritzgussteilen aus Kunststoff. In den nächsten Jahrzehnten wurden weitere Produktionsstätten in Spanien und Italien errichtet. 1987 wurde der Schritt in die Nachbarschaft des Ford-Stammsitzes in Detroit, USA, gewagt. In den 1990er Jahren wurden Werke in Tschechien, China, Brasilien und Japan gegründet und mittels einer französischen Tochterfirma in die Technologie der Klebesysteme eingestiegen.
Nach dem Jahrtausendwechsel expandierte A Raymond weiter und ging dazu Kooperationen mit anderen Zulieferern der Autoindustrie ein. 2009 übernahm das Unternehmen die amerikanische Firma Tinnerman Palnut Engineered Products in Brunswick, Ohio.